# Convertidor catalítico

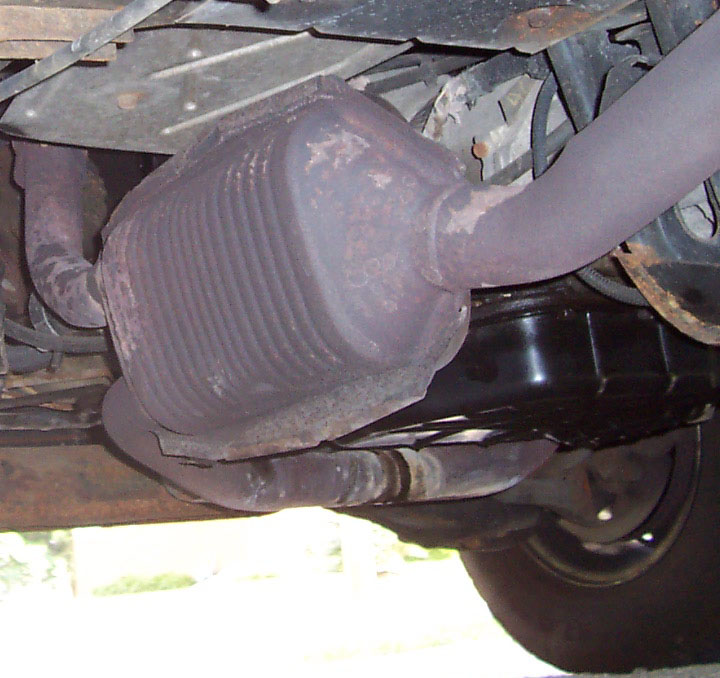
Convertidor catalítico de un automotor.

El convertidor catalítico o catalizador es un componente del motor de combustión interna que sirve para el control y reducción de los gases nocivos expulsados por el motor. Se emplea tanto en los motores de gasolina o de ciclo Otto como más recientemente en el motor diésel. El convertidor catalítico es una aplicación muy importante de la catálisis.

## Constitución
Consiste en una malla cerámica de canales longitudinales revestidos de materiales nobles como platino, rodio y paladio, situada en el escape, antes del silenciador.

## Funcionamiento
Los hidrocarburos que no se han quemado durante la combustión (HC) y el monóxido de carbono (CO), cuya presencia en la atmósfera es peligrosa para los seres vivos que la respiren, antes de ser expulsados por el escape, son convertidos a su paso por el catalizador en dióxido de carbono y vapor de agua. Por su parte, los óxidos de nitrógeno (NOx) son disociados en Nitrógeno molecular (N2), principal constituyente del aire atmosférico, y oxígeno O2. Para que estas reacciones de disociación se produzcan el catalizador debe estar a una temperatura de 500 K.
En la combustión que se produce en un motor se generan gases, algunos nocivos y otros no. Nitrógeno, dióxido de carbono y vapor de agua no son perjudiciales directamente para las personas.
- El nitrógeno (N2) lo respiramos constantemente, forma un 78 % del aire que respiramos.
- El Vapor de agua (H2O) lo mismo, forma un porcentaje muy variable del aire que respiramos.
- El Anhídrido carbónico o Dióxido de carbono o Gas carbónico (CO2)

Los gases nocivos dependen de la composición de la mezcla, es decir, del factor lambda. Si el funcionamiento es con  mezcla  rica (excesivo combustible en relación con la cantidad de aire) aparecen hidrocarburos sin quemar. Si es con  mezcla  pobre (poco combustible) se generan óxidos de nitrógeno. Para que estos gases nocivos se reduzcan al mínimo hay varios procedimientos. Uno es intentar que la relación entre la masa de aire que ingresa al cilindro sea aproximadamente 14,7 veces la masa de combustible, es decir, que por cada parte de combustible ingresen 14,7 partes de aire, esta relación se conoce por estequiométrica, y coincide con el factor lambda igual a 1.
De todas formas, debido a la imposibilidad de controlar totalmente el proceso de la combustión, se siguen generando gases nocivos. Para reducirlo (hasta un 75 %) existe el catalizador. Este se ubica muy cerca del colector de escape (para que los gases tengan al menos unos 500 °C).

## Composición
El catalizador está compuesto de platino, rodio y paladio, y cuando los gases nocivos se ponen en contacto con él, se generan y aceleran las reacciones químicas que descomponen y oxidan estos gases transformándolos en gases inocuos para el medio ambiente.

## Funcionamiento en ciclo cerrado

Funcionamiento del ciclo cerrado:
1. Medidor de caudal de aire.
2-3. Catalizador.
4. Inyectores.
5. Sonda lambda delantera.
6. Sonda lambda trasera.
7. Llegada de gasolina.
8. Entrada de aire desde el filtro.
9. Escape.

La eficiencia del catalizador depende de que la relación combustible/aire sea lo más próxima a la estequiométrica y es por eso que la eficiencia del catalizador depende del correcto  funcionamiento de la sonda lambda. De esto se encarga la unidad de control del motor.
En resumen: se produce la combustión en el cilindro y se generan gases que salen por el colector  de escape. Estos gases están en contacto con la sonda lambda, la cual detecta el contenido de oxígeno residual, emitiendo una señal alta o baja según el factor lambda sea mayor o menor de 1. Esta información es usada por el calculador del sistema de inyección de combustible para corregir el tiempo de inyección básico almacenado en la cartografía de la gestión del motor.  De este modo el factor lambda se mantiene siempre en valores muy cercanos a 1, lo que se llama la "ventana lambda" y en la que el catalizador muestra su máxima eficiencia. Esto es lo que se llama ciclo cerrado.
Luego los gases pasan por el silenciador.

### Doble vía
En un catalizador de doble vía, usado mayormente en el motor diésel, ocurren dos reacciones simultáneas tales como:
1. Oxidación de monóxido de carbono a dióxido de carbono: 2CO + O2 → 2CO2
2. Oxidación de hidrocarburos no quemados o parcialmente quemados a dióxido de carbono y agua: CxH2x+2 + [(3x+1)/2] O2 → xCO2 + (x+1) H2O

Este tipo de catalizadores se usan en motores diésel ya que trabajan con exceso de oxígeno, generando unas tasas muy altas de óxidos de nitrógeno incompatibles con el metal noble que los disocia.
En estos motores, el NOx se elimina con la recirculación de gases de escape (EGR).

### Triple vía
En un catalizador de triple vía ocurren tres reacciones simultáneas:
1. Reducción de óxidos de nitrógeno a nitrógeno y oxígeno: 2NOx → xO2 + N2
2. Oxidación de monóxido de carbono a dióxido de carbono: 2CO + O2 → 2CO2
3. Oxidación de hidrocarburos no o parcialmente quemados a dióxido de carbono y agua: CxH2x+2 + [(3x+1)/2] O2 → xCO2 + (x+1) H2O.

La oxidación de los inquemados se da en presencia de platino, mientras que el proceso de oxidación del monóxido de carbono y la reducción de N2 se da en presencia de rodio, u otros catalizadores como circonio o paladio, más baratos que el rodio, pero menos eficientes.
En esta segunda fase la reacción real es 2CO + 2NO → 2CO2 + N2
Estos catalizadores pertenecen a los motores de ciclo Otto ya que la proporción de NOx es mucho menor que en los diésel, al no trabajar con exceso de oxígeno. Para un funcionamiento óptimo el dosado debe ser cercano al estequiométrico.